# Istenberg
Der Istenberg bei Bruchhausen im nordrhein-westfälischen Hochsauerlandkreis ist ein am Erdgipfel 728 m ü. NHN hoher Berg des Rothaargebirges. Auf dem Berg befinden sich die Bruchhauser Steine, die insbesondere die Höhe auf 756 m erhöhen.

## Geographie

### Lage
Der im Sauerland befindliche Istenberg liegt im Nordostteil des Rothaargebirges rund 1,3 km östlich von Bruchhausen (südöstlicher Stadtteil von Olsberg) über dem Tal des Gierskoppbachs und westlich oberhalb jenem der Schmalah, einem Hoppecke-Zufluss. Über den Berg und den südlich benachbarten Hömberg (730 m) verläuft die Rhein-Weser-Wasserscheide, zumal der Gierskoppbach durch die Ruhr in den Rhein und die Hoppecke durch die Diemel in die Weser entwässert.
Auf der Nordwestflanke des Bergs erheben sich die Bruchhauser Steine, eine aus den vier maximal 92 m hohen Hauptfelsen Bornstein, Feldstein, Goldstein und Ravenstein bestehende Formation, die mit dem Feldstein (der nicht als Istenberg-Gipfel zählt) bis 756 m hoch ist.

### Naturräumliche Zuordnung
Der Istenberg gehört in der naturräumlichen Haupteinheitengruppe Süderbergland (Nr. 33), in der Haupteinheit Rothaargebirge (mit Hochsauerland) (333) und in der Untereinheit Hochsauerländer Schluchtgebirge (333.8) zum Naturraum Schellhorn- und Treiswald (333.82), wobei seine Landschaft jenseits der Bruchhauser Steine in westlichen Richtungen in den Naturraum Bödefelder Mulde (mit Assinghauser Grund) (333.80) abfällt.

### Berghöhe
Topographischen Karten sind in der Umgebung des 728 m hohen Istenberg-Gipfels oft weitere Höhenpunkte zu entnehmen. Die häufig genannte Berghöhe von 721 m bezieht sich auf eine auf einer Waldwegkreuzung gelegene Höhenkote rund 200 m südwestlich des Gipfels und die ebenfalls oft genannte Höhe von 727,2 m auf einen trigonometrischen Punkt rund 50 m südöstlich des Feldsteins.

## Schutzgebiete
Auf der Nord- und Nordwestflanke des Istenbergs liegt das Naturschutzgebiet Bruchhauser Steine (CDDA-Nr. 81466; 1951 ausgewiesen; 84 ha groß), das etwa deckungsgleich sowohl mit dortigem Fauna-Flora-Habitat-Gebiet Bruchhauser Steine (FFH-Nr. 4617-301; 0,85 ha) als auch mit dortigem Vogelschutzgebiet Bruchhauser Steine (VSG-Nr. 4617-401; 0,85 ha) ist. Auf dem Berg liegt ein Bereich des Landschaftsschutzgebiets Olsberg (CDDA-Nr. 555554922; 2004; 79,52 km²), auf seinen nordwestlichen Hanglagen ein solcher des LSG Kultur- und Offenlandschaftskomplex Bruchhausen (CDDA-Nr. 345044; 2004; 1,82 km²) und am Norfuß des Berges ein solcher des LSG Offenlandschaftskomplex Elleringhausen (CDDA-Nr. 555554943; 2004; 63 ha).

## Tourismus
Die vier großen Felsblöcke der Bruchhauser Steine aus Porphyr-Gestein und die dazwischen befindlichen Überreste einer germanischen Fliehburg sind eine landschaftliche und historische Besonderheit. Von Bruchhausen führt eine gebührenpflichtige Straße in die Gipfelregion des Istenbergs und westlich vorbei ein Abschnitt des Rothaarsteigs. Nahe der Felsen gibt es zwei Startplätze für Gleitschirmflieger.
Einer Sage nach befand sich im Istenberg eine Höhle, in der zur Römerzeit die Prophetin Veleda Ratsuchenden geholfen haben soll.